# شکلات آجیلی
"شکلات مغزدار"اپیزود ۱۱ در فصل سوم و ۵۱ قسمت از مجموعه تلویزیونی متحرک آمریکایی باب‌اسفنجی شلوارمکعبی است. این اپیزود در سال ۲۰۰۱ تولید شد و در ۱ ژوئن ۲۰۰۲ در نیکلودئون در ایالات متحده پخش شد. این قسمت پس از قسمت مهمانی باب اسفنجی تولید شده‌است

## داستان
باب اسفنجی و پاتریک با  خواندن مجله ای 
درباره ی چگونه پولدار شدن و  زندگی مجلل داشتن،  تصمیم می‌گیرند فروشنده و تاجر   بشوند و تا پولدار بشوند. آنها به کار فروش شکلات روی می آورند و به خانه های مردم می روند و از آنها می خواهند که ازشان شکلات بخرند، اما یک مرد کلاهبردار از ساده لوحی و تازه کار بودن باب اسفنجی و پاتریک سو استفاده می کند و به آنها کیف های قلابی می فروشد و آنها را سر کار میگذارد. اما باب اسفنجی و پاتریک تسلیم نمی شوند و سعی می کنند تا درباره ی شکلات تبلیغ کنند و بگویند که باعث رشد مو می شود و هوش را زیاد می کند و... و خوب پیش می روند، اما آن مرد کلاهبردار، بسیار حرفه ای تر از باب اسفنجی و پاتریک بوده و خودش را مریض صعب العلاج نشان می دهد و می گوید که باید پول عمل جراحی اش را جور کند. باب اسفنجی و پاتریک بیچاره هم دلشان برای او می سوزد و همه ی پول هایشان را به او می دهند، و کاملا ورشکسته و بی پول می شوند، اما یکی از عاشقان شکلات، که از اول  دنبال آنها بوده، تمام شکلات های آنها را می خرد و آنها پولدار می شوند، و در یک رستوران بسیار مجلل را اجاره می کنند.